# Vincelles (Marne)
Vincelles is een gemeente in het Franse departement Marne (regio Grand Est) en telt 309 inwoners (2005). De plaats maakt deel uit van het arrondissement Épernay.

## Geografie
De oppervlakte van Vincelles bedraagt 3,6 km², de bevolkingsdichtheid is 85,8 inwoners per km².
De onderstaande kaart toont de ligging van Vincelles (Marne) met de belangrijkste infrastructuur en aangrenzende gemeenten.

## Demografie
Onderstaande figuur toont het verloop van het inwonertal (bron: INSEE-tellingen).